# 1952-es finn labdarúgó-bajnokság (első osztály)
Az 1952-es finn labdarúgó-bajnokság (Mestaruussarja) a finn labdarúgó-bajnokság legmagasabb osztályának huszonkettedik alkalommal megrendezett bajnoki éve volt. A pontvadászat 10 csapat részvételével zajlott. A bajnokságot a KTP Kotka csapata nyerte.

## Bajnokság végeredménye
| #  | Csapat           | M  | Gy | D | V  | RG | KG | Pont |
| -- | ---------------- | -- | -- | - | -- | -- | -- | ---- |
| 1  | KTP Kotka (B)    | 18 | 10 | 6 | 2  | 52 | 20 | 26   |
| 2  | VIFK Vaasa       | 18 | 10 | 2 | 6  | 43 | 22 | 22   |
| 3  | Pyrkivä Turku    | 18 | 8  | 5 | 5  | 41 | 26 | 21   |
| 4  | Jäntevä Kotka    | 18 | 6  | 6 | 6  | 26 | 24 | 18   |
| 5  | KuPS Kuopio      | 18 | 7  | 4 | 7  | 28 | 31 | 18   |
| 6  | VPS Vaasa        | 18 | 7  | 2 | 9  | 29 | 32 | 16   |
| 7  | Haka Valkeakoski | 18 | 7  | 2 | 9  | 32 | 45 | 16   |
| 8  | KIF Helsinki     | 18 | 6  | 4 | 8  | 31 | 45 | 16   |
| 9  | TPK Turku (K)    | 18 | 5  | 5 | 8  | 22 | 39 | 15   |
| 10 | TPS Turku (K)    | 18 | 5  | 2 | 11 | 18 | 38 | 12   |

## Külső hivatkozások
- Hivatalos honlap (finnül)
- Finnország – Az első osztály tabelláinak listája az RSSSF-en (angolul)